# Diane Bodart
Pour les articles homonymes, voir Bodart.
Diane H. Bodart est une historienne de l'art née en 1970 à Rome.

## Biographie
Professeure associée d’histoire de l’art à l'Université de Columbia, Diane Bodart s’est formée à l’Università la Sapienza à Rome et a soutenu sa thèse de doctorat (Pouvoirs du portrait sous l’empire des Habsbourg d’Espagne) auprès de l’EHESS à Paris, sous la direction de Daniel Arasse. Ancienne pensionnaire de l’Académie de France à Rome et de la Villa I Tatti à Florence (Université Harvard), elle a reçu le prix de la Fondation Aby Warburg de Hambourg et le prix Eugène Carrière Médaille d'argent de l'Académie Française. Elle a publié différentes études sur Titien et les Gonzague, sur Titien et Charles Quint, et sur les enjeux politiques et artistiques des portraits royaux.
Diane Bodart a été commissaire, avec Francesca Alberti, de l'exposition Gribouillage, De Léonard de Vinci à Cy Twombly ; l'exposition a ouvert ses portes en mars 2022 à la Villa Medicis à Rome avant d'être présentée aux palais des Beaux Arts à Paris de février à avril 2023,,,,,.

### Publications
- Tiziano e Federico II Gonzaga. Storia di un rapporto di committenza, Bulzoni, 1998
- Le Titien, questions d'iconographie, préface du livre D'Erwin Panofsky, Hazan, 2004
- Rinascimento e manierismo, Giunti, 2004
- Titien, Tintoret, Véronèse, éditions du Louvre, 2011 (ouvrage collectif sous la direction de Arturo Galansino, Jean Habert, Vincent Delieuvin)
- Pouvoirs du portrait sous les Habsbourg d'Espagne, CNHA, 2012 (prix Eugène Carrière Médaille d'argent)
- François Lemée, Traité des Statuës, Paris 1688, édition établie par Diane H. Bodart et Hendrik Ziegler, 2 vol., t. I : Reprint, t. II : Commentaires / Kritischer Apparat, Weimar : VDG 2012. Ouvrage de 562 p. (vol. I) et 378 p. (vol. II), avec environ 250 ill. en n. et bl.
- Rire en images à la Renaissance (Turnhout, 2018)
- Wearing Images (2018) D. H. Bodart, Espacio Tiempo y Forma. Serie VII, Historia del Arte, 6, 2018 (Madrid)
- Le grand âge et ses œuvres ultimes (Rennes, 2020)
- Gribouillage/ Scarabocchio. De Leonard de Vinci à Cy Twombly, catalogue de l'exposition, co-écrit avec Francesca Alberti, Rome, Villa Médicis Editions/ Paris, Beaux-Arts éditions, 2022.

### Sélection d'articles en ligne
- Avec Antonio Pinelli, Gérard Sabatier, Barbara Stollberg-Rilinger, Christine Tauber, « Le portrait du roi : entre art, histoire, anthropologie et sémiologie », Perspective, 1 | 2012, p. 11-28 [Mis en ligne le 30 décembre 2013, consulté le 28 janvier 2022. URL : http://journals.openedition.org/perspective/423 ; DOI : https://doi.org/10.4000/perspective.423][8].

## Distinctions
- 2003 : Médaille Martin Warnke[9]
- 2012 : Prix Eugène-Carrière de l’Académie française